# Valerie Leon
Valerie Leon (nacida el 12 de noviembre de 1943) es una actriz inglesa que tuvo papeles en un número de franquicias cinematográficas británicas de alto perfil, incluyendo la serie de James Bond.

## Primeros años
Su padre era director de una empresa textil, y su madre, quien estudió en la RADA, terminó su carrera como actriz con el fin de convertirse en madre a tiempo completo. Ella es la mayor de cuatro hijos. Después de salir de la escuela, ella se convirtió en compradora de moda en Harrods, antes de ausentarse un día para ir a una audición que condujo a que se convirtiera en una corista y luego apareciera con Barbra Streisand en Funny Girl en el Prince of Wales Theatre de Londres.

## Carrera
Leon apareció en varias de las películas de la popular saga británica Carry On y ha sido en dos veces una chica Bond: en La espía que me amó (1977) y la «no oficial» Nunca digas nunca jamás (1983). Otras apariciones de apoyo incluyen La venganza de la Pantera Rosa, un recepcionista de hotel en The Italian Job y una chica de compañía en No Sex Please, We're British, junto a su compañera de Carry On y también chica Bond, la actriz Margaret Nolan. La película de horror de Hammer Productions de 1971 Blood from the Mummy's Tomb le ofreció a Leon un raro papel protagónico, como una reina egipcia reencarnada.
En la televisión, Leon es probablemente mejor recordada por su parte como una mujer alta y voluptuosa que se vuelve loca por un hombre pequeño y débil que llevaba loción para después de afeitar Hai Karate, en una serie de anuncios para el producto. Ella también apareció en El Santo, Randall and Hopkirk (Deceased), Up Pompeii!, Los Vengadores, Space: 1999 y The Persuaders!.

## Vida personal
Leon estuvo casada con el productor de comedia de televisión Michael Mills desde 1974 hasta su muerte en 1988. El matrimonio produjo dos hijos, un niño, Leon, nacido en 1975 y una niña, Merope, nacida en 1977, quien es una periodista en el periódico The Guardian y actualmente editora del suplemento de fin de semana.

## Filmografía
| - Smashing Time (1967) - Carry On... Up the Khyber (1968) - Zeta One (1969) - This, That and the Other (1969) - Carry On Camping (1969) - The Italian Job (1969) - Carry On Again Doctor (1969) - All the Way Up (1970) - Carry On Up the Jungle (1970) - The Man Who Had Power Over Women (1970) - The Rise and Rise of Michael Rimmer (1970) - Blood from the Mummy's Tomb (1971) | - Carry On Matron (1972) - No Sex Please, We're British (1973) - Carry On Girls (1973) - Can You Keep It Up for a Week? (1974) - The Ups and Downs of a Handyman (1975) - Queen Kong (1976) - La espía que me amó (1977) - The Wild Geese (1978) - La venganza de la Pantera Rosa (1978) - Strangers (1982) (serie de TV) - Nunca digas nunca jamás (1983) |